# Ivo Van Damme
Ivo Van Damme (* 21. Februar 1954 in Brüssel; † 29. Dezember 1976 in Orange (Vaucluse)) war ein belgischer Mittelstreckenläufer.
Bis zu seinem 16. Lebensjahr spielte Van Damme Fußball bei Racing White, wechselte aber dann zur Leichtathletik. Sein Durchbruch stellte sich 1973 ein, als er bei den Junioreneuropameisterschaften in Duisburg Vierter über 800 Meter wurde.
1974 erkrankte Van Damme am Pfeiffer-Drüsenfieber. Nach überstandener Krankheit gewann er bei den Halleneuropameisterschaften in Katowice Silber über 800 Meter.
1976 siegte er bei den Halleneuropameisterschaften in München über 800 Meter und reiste als einer der Favoriten zu den Olympischen Spielen in Montreal. Dort errang er über 800 und 1500 Meter zwei Silbermedaillen. Im Rennen über 800 Meter unterlag er in 1:43,86 min dem Kubaner Alberto Juantorena. Die Zeit ist bis heute belgischer Rekord über diese Distanz. Über 1500 Meter unterlag er dem Neuseeländer John Walker.
Diese beiden Medaillen waren seine letzten großen Erfolge. Fünf Monate nach den Olympischen Spielen verunglückte Van Damme mit seinem Auto tödlich auf der Rückreise von einem Trainingslager in Südfrankreich.
Ein Jahr später fand im Brüsseler Heysel-Stadion, seit 1995 umbenannt in König-Baudouin-Stadion, im Gedenken an Van Damme erstmals ein Leichtathletik-Meeting statt. Das seither jährlich veranstaltete Memorial Van Damme entwickelte sich zu einem der renommiertesten Sportfeste und ist Teil der IAAF-Diamond-League-Serie.

## Persönliche Bestzeiten
- 800 m: 1:43,86 min, 25. Juli 1976, Montreal
- 1000 m: 2:15,5 min, 14. Juli 1976, Namur
- 1500 m: 3:36,26 min, 9. Juli 1976, Zürich